# Irena Storová
Irena Storová (* Třebíč) je česká farmaceutka a manažerka, v letech 2018–2023 byla ředitelkou Státního ústavu pro kontrolu léčiv (SÚKL), předtím v letech 2017 až 2018 pověřená řízením této instituce.

## Biografie
Narodila se v Třebíči. Mezi lety 1988 a 1992 vystudovala gymnázium v Moravských Budějovicích a následně mezi lety 1992 a 1997 absolvovala Farmaceutickou fakultu na Univerzitě Komenského v Bratislavě. Následně nastoupila do nemocniční lékárny Nemocnice Na Homolce kde v letech 1997 až 2013 působila jako lékárník, z toho mezi lety 2011 a 2013 jako hlavní lékárník, v roce 2003 obdržela atestaci lékárenství I. stupně. Mezi lety 2010 a 2013 působila také na Ministerstvu zdravotnictví ČR v odboru farmacie. V roce 2014 nastoupila na pozici zástupce ředitele SÚKL, věnovala se primárně pacientským organizacím a edukaci pacientů. V prosinci 2017 byla po odchodu Zdeňka Blahuty pověřena řízením SÚKL, v červnu roku 2018 byla pak jmenována řádnou ředitelkou Státního ústavu pro kontrolu léčiv. Chtěla se věnovat primárně dokončení projektu elektronické preskripce a rozvoje lékového záznamu. V roce 2018 absolvovala Advance Healthcare Management Institute v Praze. V roce 2023 skončila ve funkci ředitelky SÚKL.
Od září 2024 je výkonnou ředitelkou Asociace provozovatelů lékárenských sítí potažmo Evropské federace lékárenských sítí.
V roce 2022 byla dle magazínu Forbes 19. nejvlivnější žena v Česku a v roce 2023 18.

## Kritika
SÚKL vedla pět roků a devět měsíců. Ministr Válek Storovou několikrát kritizoval „kvůli nedostatkům určitých léčiv“. Během jejího - v polistopadovém srovnání - výjimečně dlouhého působení v čele úřadu některé lékárny opakovaně vybraná přijatá léčiva nezaznamenávaly do informačního systému a následně tento objem nelegálně exportovaly do jiné země Evropské unie. Masově se tento jev vyskytl poprvé v historii Česka a působil významné problémy v dostupnosti antibiotik, chlorprothixenu (schizofrenie) a inhalátorů Symbicort Turbuhaler (astma).